# Chicagou
Le chef Chicagou, aussi connu comme Agapit Chicagou, était un chef amérindien du XVIIIe siècle. Il était chef des Mitchigameas. Il a visité Paris et a participé aux guerres des Chicachas.

## Paris
La première mention du chef Chicagou date de 1725, sa visite à Paris a été relatée dans l'édition de décembre de 1725 du Mercure de France. La Compagnie du Mississippi avait été chargée de le faire venir en France avec cinq autres chefs.
Les chefs ont rencontré le Roi Louis XV le 22 novembre. Le Mercure de France indique que Chicagou a fait un discours au jeune roi français promettant la fidélité à la couronne. Le jour suivant, le roi a emmené les chefs pour une chasse au lapin.
C'était pendant que les chefs étaient à Paris que Jean-Philippe Rameau a assisté à une performance donnée par eux au Théâtre italien. À cette occasion, ils ont dansé trois sortes de danse : la Paix, la Guerre et les danses de la Victoire. Cela a inspiré Rameau qui a écrit un morceau pour clavecin intitulé Les Sauvages, qui a été plus tard publié dans les Nouvelles suites de pièces de clavecin.

## Après Paris
En 1730, une lettre du père Mathurin Le Petit décrit la guerre des Natchez et Yazoo de 1729-1731. Dans cette lettre, le Père dit que les représentants de la nation des Illiniwek ont juré fidélité aux Français, mentionnant en passant que Chicagou était chef des Michigamies et que Mamantouensa était le chef des Kaskaskias. Une mention ultérieure affirme que les guerriers Illiniwek ont participé à la bataille d'Ackia pendant les guerres des Chicachas en 1736. En attaquant un village Natchez, les réfugiés près de Pontotoc, ils ont été vaincus et ont fui quand les Chicachas et les Anglais les ont surpris derrière une colline. La dernière mention est faite par Jean-Bernard Bossu dans son journal. Il y décrit la réunion avec un prince indien nommé Chicique, qui était le fils du chef défunt Chicagou qui avait visité Paris.

## Sources
- Le Mercure de France, septembre – novembre 1725
- Le Journal du Père Jacques Marquette, Les voyages et les Explorations des Missionnaires Jésuites en Amérique du Nord révisée par Ruben Gold Thwaites
- Chef Chicagou et Jean Philippe Rameau: Effet réciproque musical du 18e siècle, Andrew W. Schultze, Schubox, 2005